# 얼레

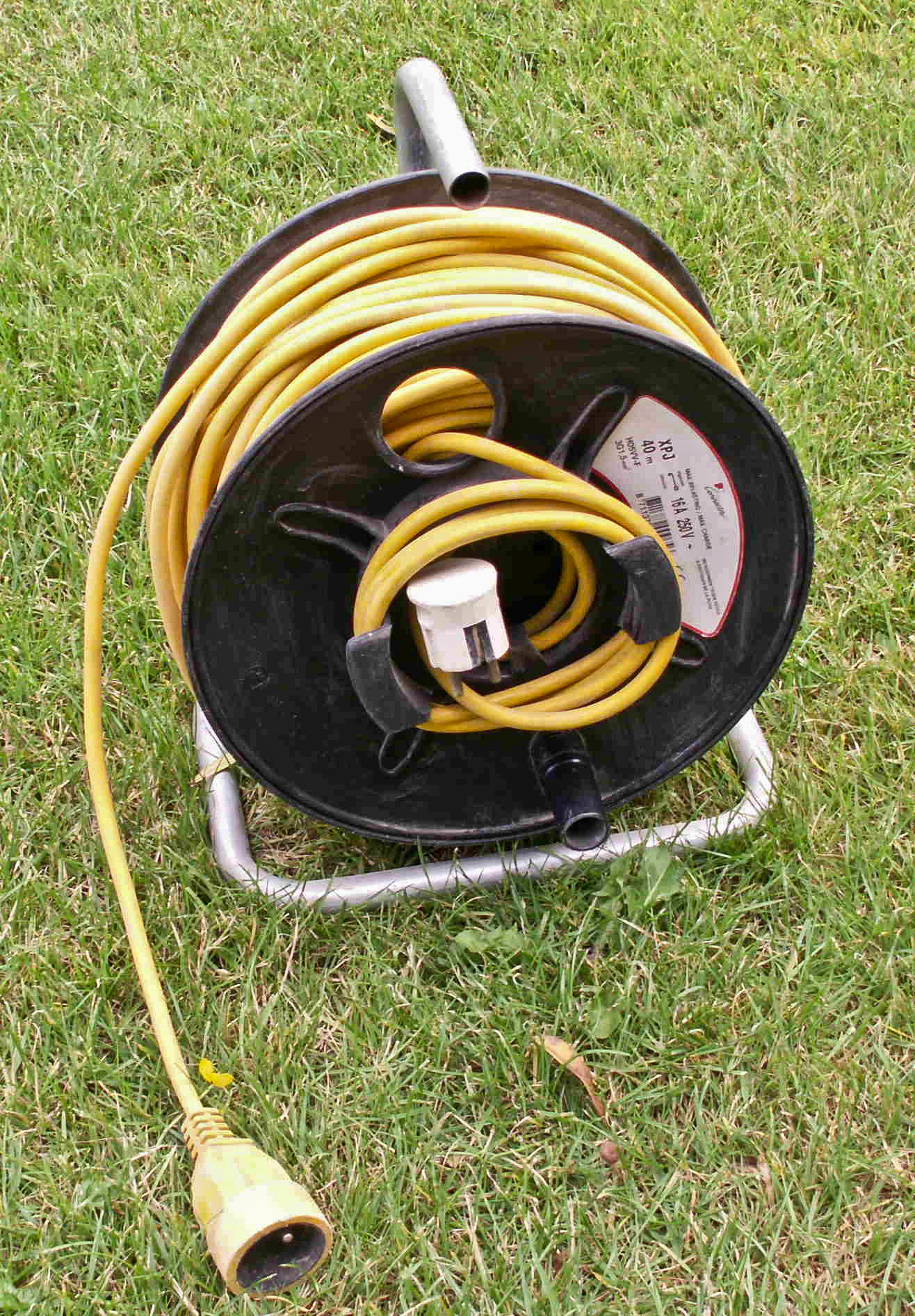
250볼트-16암페어 전선 얼레

얼레(영어: reel 릴[*])는 무언가 길고 유연한 것을 감아서 보관하기 위한 도구다. 보통 얼레는 원기둥 모양의 중심이 있고, 그 중심 주위의 면에 보관할 것을 감는 식으로 이루어진다. 돌려서 보관된 것을 감고 풀 수 있는 손잡이가 달려 있는 경우도 있다.

## 사진

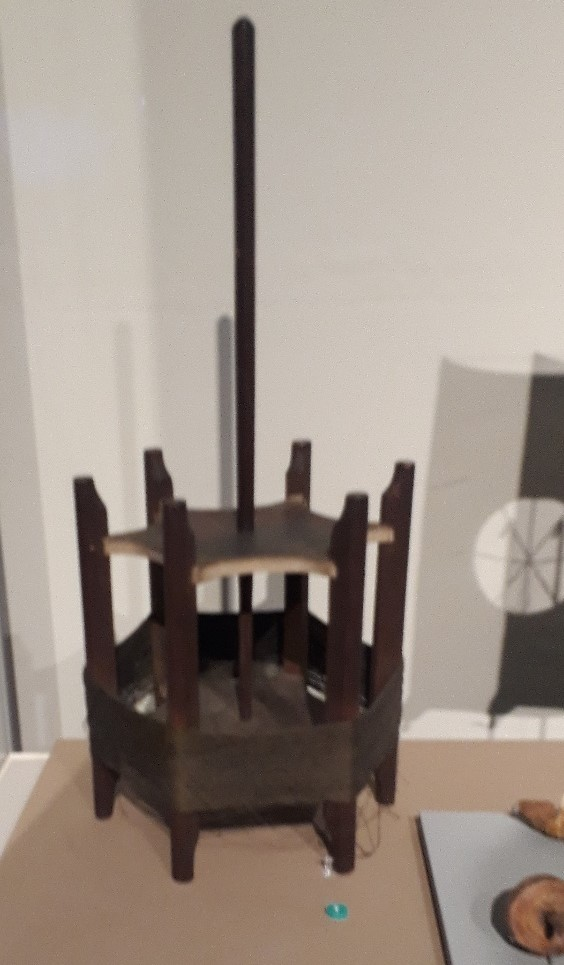
전통 얼레의 모습
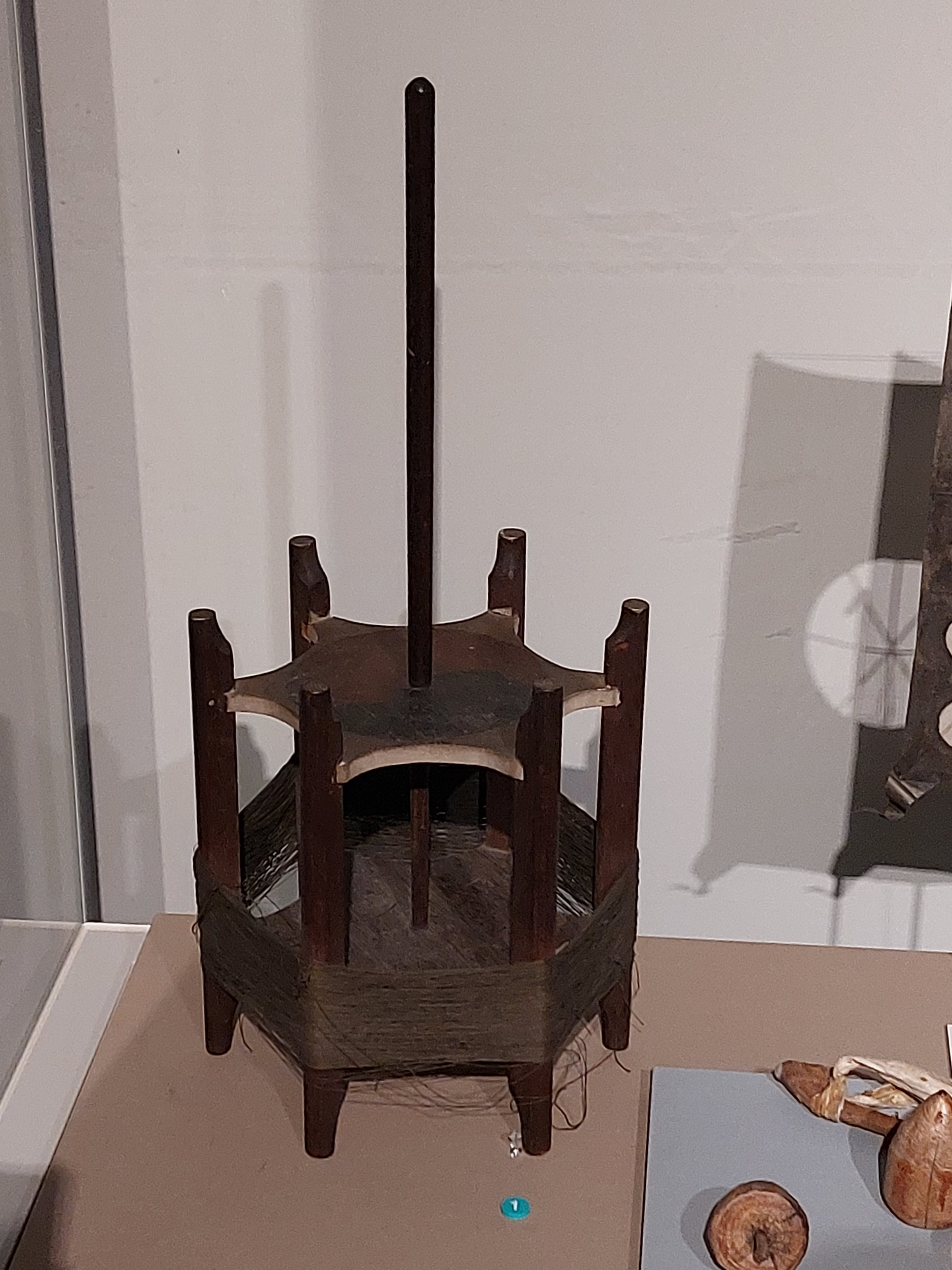
국립민속박물관 상설전시실 2에 전시된 얼레
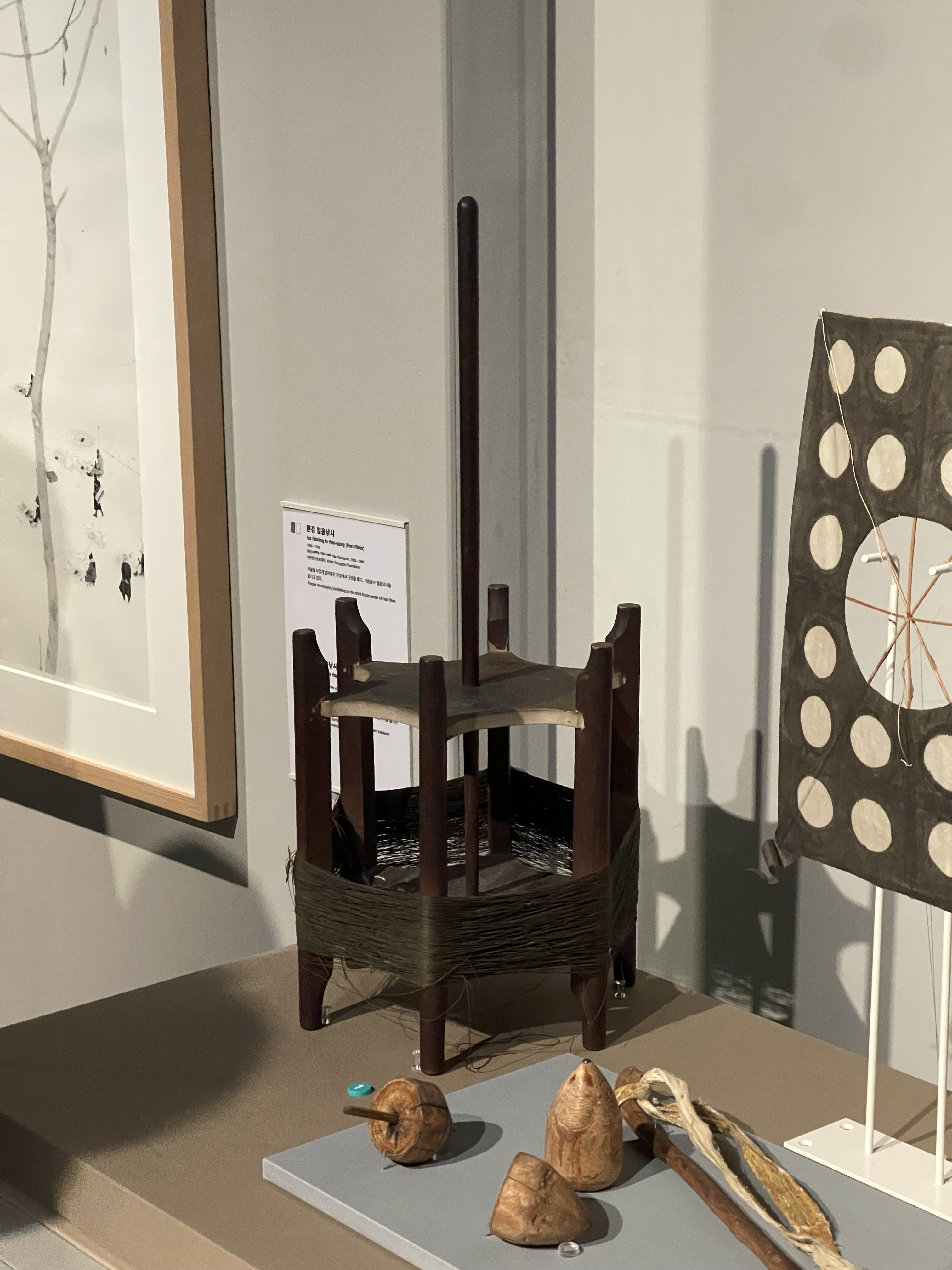

## 같이 보기
- 스핀들